# LOFAR

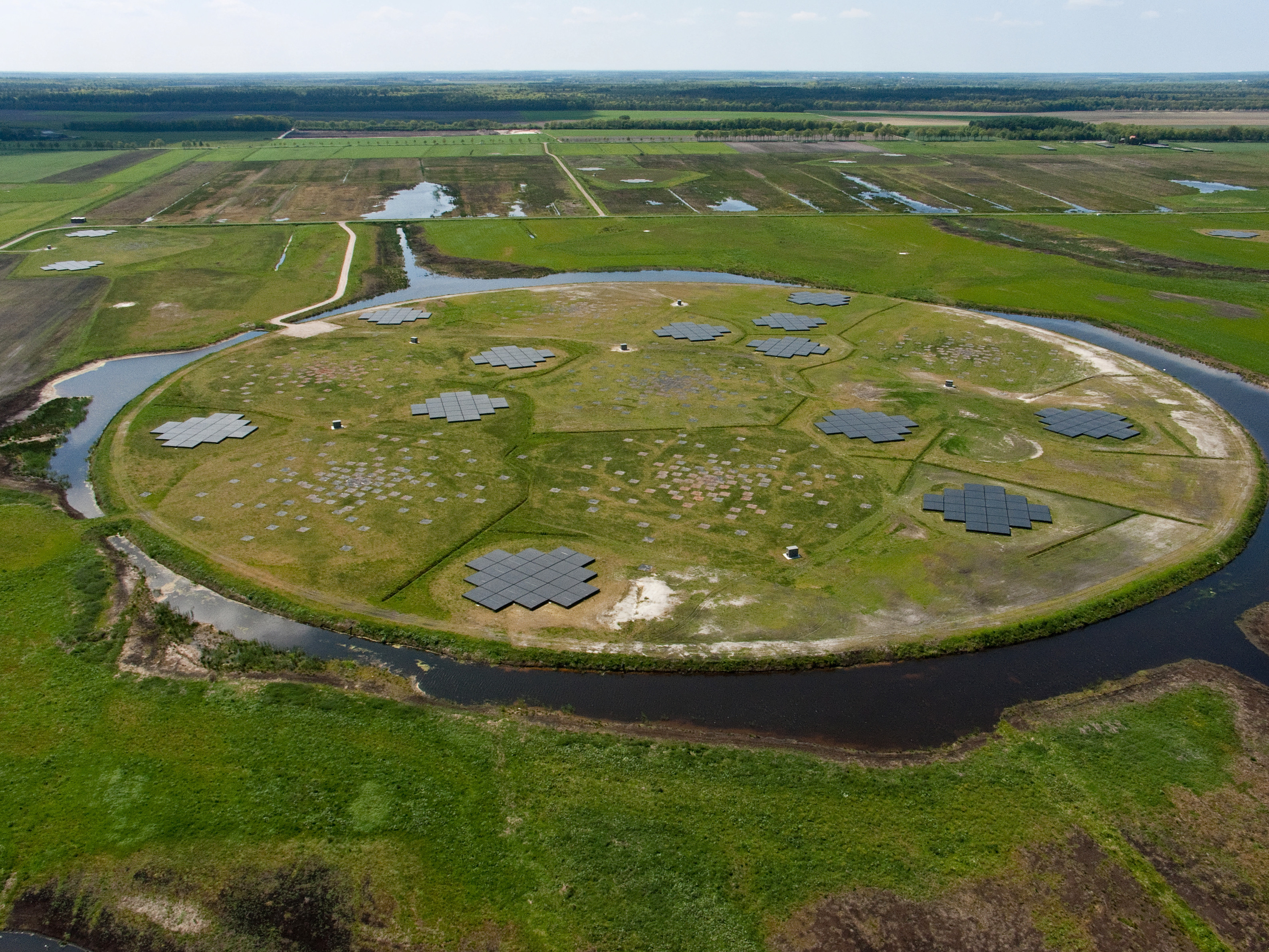
Ядро LOFAR недалеко от Экслоо, Нидерланды.

LOFAR (от англ. LOw Frequency ARray — «низкочастотная [антенная] решётка») — радиоинтерферометр, первоначально разработанный и построенный нидерландским институтом ASTRON (нидерл. ASTRonomisch Onderzoek in Nederland), представляет собой большой радиотелескоп с антенной сетью, расположенной в основном в Нидерландах и по состоянию на 2022 год распространяющейся всего на 9 европейских стран. Впервые он был открыт королевой Нидерландов Беатрикс в 2010 году, и с тех пор он управляется ASTRON от имени партнёрства Международного телескопа LOFAR (ILT). LOFAR предназначен для астрономических наблюдений на низких радиочастотах — 10—240 МГц. LOFAR будет оставаться самым чувствительным радиотелескопом до запуска SKA (англ. Square Kilometre Array — «[антенная] решётка [площадью] в квадратный километр»), запуск которого запланирован на 2027 год.

## Конструкция
По состоянию на 2022 год LOFAR является интерферометрическим массивом с использованием 70 000 небольших антенн, сосредоточенных на 52 станциях в 8 странах. Большая часть установки расположена в Нидерландах (38 станций), в Германии расположено шесть станций, в Польше три станции, во Франции, Ирландии, Латвии, Швеции и Великобритании по одной станции, строятся по одной станции в Италии и Болгарии. Дальнейшие станции в других европейских странах находятся на разных стадиях планирования. Общая эффективная площадь сбора составляет примерно 300 000 квадратных метров, в зависимости от частоты и конфигурации антенны. До 2014 года обработка данных выполнялась суперкомпьютером Blue Gene/P, расположенным в Нидерландах в Гронингенском университете. С 2014 года LOFAR использует для этой задачи коррелятор и формирователь луча на базе графического процессора COBALT.
Телескоп использует всенаправленные дипольные антенны в виде фазированной решётки. Применяется большое число относительно дешевых антенн без движущихся частей, антенны концентрируются в станции, где происходит первичная обработка информации с использованием программного обеспечения апертурного синтеза. Направление наблюдения («луч») задается с помощью электроники: изменяется задержка между антеннами. LOFAR может производить наблюдения в нескольких направлениях одновременно.
Электрический сигнал с антенн цифруется, передается в центральный процессор и обрабатывается программным обеспечением для картирования неба. На каждую станцию требуется пропускная способность порядка нескольких гигабит в секунду, необходимая производительность процессоров составляет десятки терафлопс.

## Научные результаты
В сентябре 2018 открыт необычный пульсар, период вращения которого составляет 23,5 секунды, что делает его самым медленным объектом подобного рода из известных.